# Hérold Goulon
Darryl Hérold Goulon (Parigi, 12 giugno 1988) è un calciatore francese, centrocampista svincolato.

## Biografia
Il 15 aprile 2010 viene condannato a 8 mesi di prigione per aver aggredito e insultato la fidanzata diciannovenne.

## Caratteristiche tecniche
È un centrocampista centrale votato sia all'interdizione che a compiti prettamente più offensivi. Forte fisicamente e dotato di buona tecnica, a inizio carriera veniva paragonato a Patrick Vieira.

## Carriera

### Club
Nel 2002 venne selezionato per l'accademia Clairefontaine, quindi nel 2005 si trasferì ai campioni di Francia del Lione. Dopo un anno trascorso nel settore giovanile del club del Rodano, dopo aver risolto i suoi problemi con la legge, il 13 luglio 2006 approda in Premier League firmando un contratto triennale con il Middlesbrough. Nonostante le grandi aspettative riposte su di lui, non riesce a debuttare in prima squadra.
Risolto il contratto con il club britannico, il 31 gennaio 2009 torna in Francia, ingaggiato dal Le Mans. Debutta in Ligue 1 il 7 marzo successivo nella partita esterna contro il Nancy (2-2), subentrando nel corso dell'incontro. Al termine della stagione 2009-2010, nella quale colleziona 26 presenze, resta svincolato.
Il 22 ottobre 2010 viene ingaggiato dagli inglesi del Blackburn, sottoscrivendo un contratto fino al 2012 con opzione per un ulteriore anno. Esordisce in Premier League il 21 novembre 2010 nel match interno contro l'Aston Villa (2-0).

### Nazionale
Ottiene la prima convocazione nella Nazionale francese Under-21 in occasione del Torneo di Tolone 2009.

## Palmarès

### Club

#### Competizioni nazionali
- Coppa di Polonia: 1

Zawisza Bydgoszcz: 2013-2014